# Ariel Aranda
Ariel Maximiliano Aranda (* Lomas de Zamora, Argentina, 22 de enero de 1988) es un futbolista argentino. Su debut profesional fue en un partido de San Telmo ante Deportivo Merlo el día 25 de octubre de 2007.

## Clubes
| Club                                   | País      | Año                |
| -------------------------------------- | --------- | ------------------ |
| San Telmo                              | Argentina | 2007 - 2009        |
| Juventud de Pergamino                  | Argentina | 2009 - 2010        |
| Sportivo Unión de Ordóñez              | Argentina | 2010               |
| Matienzo de Monte Buey                 | Argentina | 2011               |
| San Luis de Quillota                   | Chile     | 2012               |
| Complejo Deportivo Teniente Origone    | Argentina | 2013 - 2014 - 2015 |
| San Martín de Monte Buey               | Argentina | 2015               |
| Club Deportivo Argentino de Monte Maíz | Argentina | 2016               |
| 2017 Club San Carlos de Noetinger      | Argentina | 2017               |
| Club Atlético Central Norte de Salta   | Argentina | 2017               |
| Club Atlético Talleres de Ballesteros  | Argentina | Actualidad         |